# Felì
 (novembre 2011).
Si vous disposez d'ouvrages ou d'articles de référence ou si vous connaissez des sites web de qualité traitant du thème abordé ici, merci de compléter l'article en donnant les références utiles à sa vérifiabilité et en les liant à la section « Notes et références ».
Felì (Felix Florent Travaglini) est un auteur-compositeur-interprète corse né le 8 octobre 1966 à Folelli en Casinca

## Biographie
Les années 80 sont largement entamées. Le bouillonnement culturel qui les a précédées n'a laissé personne indifférent en Corse. Le "riacquistu" est en marche avec ses soubresauts inévitables. 
Il faut trouver un chemin qui prenne en compte à la fois le chant traditionnel dans toute sa diversité tout en s'ouvrant à des pratiques musicales et chantées nouvelles.
Conscient de ces nécessités Felì s'en ouvre à Ghjuvanteramu Rocchi. Commence alors une collaboration qui durera 25 ans sans interruption. De la première chanson "Terra è onde" à "À voline più". C'est un travail sans concessions qui s'engage. Les textes et les mélodies s'élaborent dans l'échange permanent, se nourrissant de l'expérimentation sur le terrain.
Le premier disque "Campà" ouvre la voie (1989). Réalisé avec peu de moyens il laisse déjà entrevoir les qualités vocales et musicales du chanteur. Il ne cessera alors d'avoir le souci de parfaire ce qu'il a entamé. Respect de la langue, perfectionnement de la diction, harmonisation de l'étendue musicale, variété des thèmes, justesse de l'interprétation... Cette préparation intensive va inscrire Felì dans le concert de la chanson corse, comme quelqu'un d'enraciné dans la culture populaire et de particulier à la fois. Il s'adresse avec le même bonheur à tous les publics généreux et passionnés par son art. Dans le besoin permanent de communiquer, il va sillonner la Corse donnant concert sur concert.
Felì n'oublie pas les enfants. Il réalisera avec eux "Brame zitelline", un disque de chansons pour les écoles en 1994.  Demandé dans les écoles, il aidera à la promotion de l'enseignement du corse et mettra ses acquisitions pédagogiques au service de "Scola in festa" qu'il ouvre chez lui à I Fulelli où il enseigne avec son équipe la musique et le chant à plus de 150 élèves. Puis s'ensuivront deux autres projets avec les enfants de son association Scola in Festa : en 2014 avec "Cantà, Cantà, Cantà" et en 2020 avec "Puppeppu", deux albums faits de chansons, poèmes et comptines, tous deux distribués à toutes les écoles de l'île, pour une fois encore faire de l'enseignement du corse une priorité. 25 ans de travail, de questionnement, de paris, de réussite...
Ghjacumu Fusina, Ghjuvanteramu Rocchi, son ami de toujours et Patrizia Gattaceca ont répondu à son invitation. "...À dì ti", un CD qui marquera une étape logique, celle de la consécration d'un artiste corse fidèle à son pays, à son peuple, à sa culture mais aussi un artiste ouvert à toutes les cultures et l'écoute du monde.

## Discographie
- Campà, 1989
- Ancu tù, 1991
- Veni à cantà, 1992
- Brame zitelline, 1993 (Album pour enfants)
- O Corsica la mea, 1994
- E Nove, 2001
- E Scelte, 2003 (Compilation)
- À voline più, 2004
- Felì in scena, 2006 (Enregistrement Live)
- ...À Dì Ti, 2011
- 25 anni cù i mei..., 2013 (Best of)
- Cantà, Cantà, Cantà, 2014 (Album pour enfants)
- Ch'ellu canti u populu corsu, 2018 (Single ft. Canta u populu corsu)
- Puppeppu, 2020 (Album pour enfants)